# Klerodendrumsläktet
Klerodendrumsläktet (Clerodendrum) är ett släkte i familjern kransblommiga växter med 400 arter buskar eller träd, sällsynt även halvbuskar och örter. Tidigare fördes släktet till familjen verbenaväxter. Ett flertal arter odlas som krukväxter och en art räknas som härdig i södra Sverige.